# 密西西比在燃烧
《密西西比在燃烧》（英語：Mississippi Burning）是一部1988年英国导演亚伦·帕克执导的美国犯罪驚悚電影，Chris Gerolmo编剧。改编自1964年美国联邦调查局调查在密西西比州所发生的密西西比州民权工作者遭謀殺一案的真实事件。真·赫曼和威廉·達福主演两位FBI探员。其他演员包括法蘭絲·麥杜雯、布拉德·道里夫、R·李·爾米和Gailard Sartain。
该片赢得奥斯卡最佳摄影奖，并获得奥斯卡最佳影片、最佳导演等多项提名。取景地位于密西西比州。

## 剧情
两位犹太人和一位黑人共计三名年轻的支持黑人权益的民权工作者在开车的路上被警察枪杀，之后两位FBI探员Rupert Anderson和Alan Ward奉命前来调查三人失踪迷案。尽管他们的调查行动遭到多方阻挠，最终还是将凶手——在当地警局任职的、有三K党背景的极端种族主义警察人士缉拿归案。

## 角色
- 金·哈克曼 飾 Agent Rupert Anderson
- 威廉·達福 飾 Agent Alan Ward
- 法蘭絲·麥杜雯 飾 Mrs. Pell
- 布拉德·道里夫 飾 Deputy Sheriff Clinton Pell
- Gailard Sartain（英语：Gailard Sartain） 飾 Sheriff Ray Stuckey
- R·李·爾米 飾 Mayor Tilman
- 史蒂芬·托波羅斯基（英语：Stephen Tobolowsky） 飾 Clayton Townley
- 麥克·魯克 飾 Frank Bailey
- 普魯特·泰勒·文斯（英语：Pruitt Taylor Vince） 飾 Lester Cowens
- Badja Djola（英语：Badja Djola） 飾 Agent Monk
- 凱文·鄧恩 飾 Agent Bird
- 托賓·貝爾 飾 Agent Stokes
- Darius McCrary（英语：Darius McCrary） 飾 Aaron Williams
- 弗蘭基·費森 飾 Eulogist
- Park Overall（英语：Park Overall） 飾 Connie

## 获奖
- 1989: 奥斯卡最佳摄影奖: Peter Biziou
- 1989: 英国电影学院奖最佳摄影: Peter Biziou；最佳剪辑: Gerry Hambling；最佳音效: Bill Phillips, Danny Michael, Robert J. Litt, Elliot Tyson, Rick Kline；
- 1989: 第39届柏林电影节: 最佳男演员: Gene Hackman[1]
- 1989: 英国摄影师协会最佳摄影: Peter Biziou
- 1988: 国家评论协会奖

### 提名
- 1988: 奥斯卡奖[2]
  - 最佳影片
  - 最佳导演: Alan Parker
  - 最佳男主角: Gene Hackman
  - 最佳女配角: Frances McDormand
  - 最佳剪辑: Gerry Hambling
  - 最佳音效: Robert J. Litt, Elliot Tyson, Rick Kline and Danny Michael
- 1989: 柏林影展
  - 金熊奖
- 1989: 英国电影学院奖
  - 最佳导演: Alan Parker
  - 最佳配乐: Trevor Jones
- 1988: 金球奖
  - 最佳剧情片
  - 最佳导演: Alan Parker
  - 最佳剧情类男主角: Gene Hackman
  - 最佳剧本: Chris Gerolmo[3]

## 备注
1. ↑  . berlinale.de.   [2011-03-12]. （原始内容存档于2019-06-09）.
2. ↑  . Oscars.org.   [2013-11-27]. （原始内容存档于2014-09-24）.
3. ↑  . IMDb.com.   [2013-11-27]. （原始内容存档于2013-03-19）.